# Respicientes ea
Respicientes ea  è un'enciclica di papa Pio IX, pubblicata il 1º novembre 1870, scritta per denunciare quello che il Pontefice considera come ingiusta, violenta, nulla e invalida, ossia l'occupazione e la presa di Roma da parte delle truppe italiane e la fine dello Stato Pontificio. In particolare il Papa si lamenta della violazione del Palazzo del Quirinale, considerato sua proprietà personale, contro la decisione del Governo italiano di annetterlo al demanio pubblico e farne la sede del Re d'Italia.